# Leerjaar
Met de term leerjaar, ook wel schooljaar in algemene zin, wordt een cursusjaar aangeduid, waarin een lesprogramma wordt gevolgd. 
De leerling doorloopt de opeenvolgende leerjaren om een volledig curriculum (leerplan) af te werken. Bijvoorbeeld: achtereenvolgens het eerste, tweede, derde (enz.) leerjaar van het middelbaar of secundair onderwijs.
In het basisonderwijs spreekt men in Nederland van "groep" in plaats van 'leerjaar'.

## Schooljaar
De term schooljaar wordt gebruikt om in algemene zin die periode aan te duiden waarin een bepaald leerjaar doorlopen wordt. Een schooljaar loopt in Nederland van 1 augustus van een bepaald jaar tot 31 juli van het jaar daarop. 
In het middelbaar beroepsonderwijs loopt het studiejaar gelijk aan een schooljaar. In het hoger onderwijs begint een studiejaar op 1 september en eindigt op 31 augustus. 
In België start het schooljaar op 1 september en eindigt het op 30 juni van het jaar daarop. In het volwassenenonderwijs kunnen afwijkende start- en einddata worden gehanteerd.

## Collegejaar
In het hoger onderwijs heet een leerjaar een collegejaar. Dit begint in de loop van de maand september met een feestelijke opening. De einddatum van het collegejaar verschilt per opleiding.

## Alternatieve indeling
Op sommige schooltypen als Jenaplan en Montessori zijn de groepen soms gecombineerd en zitten ze in één klaslokaal (elk met hun eigen takenpakket).
Daarnaast komen combinatiegroepen ook voor op de reguliere basisschool. Bijvoorbeeld omdat deze scholen leerjaardoorbrekend willen werken vanwege een onderwijskundige of pedagogische opvatting. Zo zijn er scholen die Dalton-elementen of Jenaplan-elementen hebben opgenomen in de visie van de school.